# Otto Müller
Otto Müller (n. 21 iunie 1899) a fost un luptător ce a reprezentat Elveția, medaliat olimpic. A participat la o ediție a Jocurilor Olimpice (1924) în care a câștigat o medalie de bronz.

## Participări
Lista de mai jos prezintă principalele competiții la care a participat Otto Müller de-a lungul carierei.
- wrestling at the 1924 Summer Olympics – men's freestyle welterweight[*]